# 帕勞角鴞
帕勞角鴞（學名Pyrroglaux podarginus）是一種貓頭鷹。它們以往被分類在角鴞屬中，但現已重置為獨立的屬中。它們是帛琉的特有種。